# Borovice zobanitá
Borovice zobanitá (Pinus uncinata) je druh borovice z taxonomicky složitého okruhu druhů borovice kleče (Pinus mugo agg.), některými taxonomy pojímaný jako samostatný druh, jinými jako pouhý poddruh (Pinus mugo subsp. uncinata). Od kleče se liší především monokormním růstem, tj. jedním vzpřímeně rostoucím kmenem (na rozdíl od poléhavé či vystoupavé a vícekmenné kleče).

## Systematika
Celý agregát borovice kleče je složitá taxonomická skupina zahrnující tři výchozí taxony a množství kříženců a přechodných forem. Vedle kleče (Pinus mugo subsp. mugo) je to právě borovice zobanitá, u níž se rozlišují dva poddruhy, ve starší literatuře brané i jako samostatné druhy:
- Pinus uncinata subsp. uncinata Rajone, 1805; syn. Pinus mugo subsp. uncinata – borovice zobanitá pravá, borovice pyrenejská
- Pinus uncinata subsp. uliginosa (Neumann ex Wimm.) Businský; syn. Pinus rotundata, Pinus mugo subsp. uliginosa – borovice blatka

Determinace jednotlivých taxonů je ovšem obtížná vzhledem k morfologické proměnlivosti, ekologické plasticitě a především snadné hybridizaci jak jednotlivých poddruhů, tak kříženců navzájem; složité hybridní roje vznikají také tam, kde se připojuje ještě borovice lesní.

Mapa rozšíření agregátu Pinus mugo: červeně borovice zobanitá (pyrenejská), zeleně borovice kleč

## Poddruhy

### Borovice pyrenejská
Je to vzpřímeně rostoucí menší strom, 10–15(–20) m vysoký, s pravidelnou košatou korunou a zpravidla rovným průběžným kmenem. Borka je i v horní části kmene tmavá. Jehlice jsou dlouhé 3–5 cm a vyrůstají ve svazečcích po dvou; na rozdíl od blatky jsou poněkud kratší a tmavší. Samičí dozrálé šišky jsou 4–5 cm dlouhé, kuželovité, asymetrické, výstředně stopkaté, pupek je excentrický. Apofýzy s nápadně hákovitými štítky vyčnívají na volné straně více než na straně obrácené k větvi.
Vyskytuje se v Pyrenejích, západních Alpách a západním Švýcarsku až do nadmořské výšky 2300 m, s optimem 1500 – 2200 m. V Česku se přirozeně nevyskytuje. Na rozdíl od borovice blatky roste na minerální půdě (vápence, metamorfované usazeniny) až k horní hranici lesa a dorůstá do větších výšek. V kontaktních zónách s borovicí lesní se vyskytují četné mezidruhové hybridy.
Hospodářské využití není známé, v Česku bývá v poslední době hojně využívána pro svůj kompaktní habitus v okrasných zahradách a parkových výsadbách.

#### Synonyma
- Pinus uncinata (sensu stricto) Ramond in Lam. & DC., 1805
- Pinus uncinata var. rostrata Antoine, 1840
- Pinus montana subsp. uncinata var. rostrata Willkomm, 1872
- Pinus mugo subsp. uncinata var. rostrata (Antoine) Domin, 1935

### Borovice blatka
Středoevropský endemit, který se vyskytuje jen v prostoru podél severního úpatí a dále na sever od masívu Alp, s těžištěm v jihozápadních a jižních Čechách V České republice se přirozeně vyskytuje na Třeboňsku, na šumavských rašeliništích a ve Slavkovském lese, na Moravě na Rejvízu v Hrubém Jeseníku. Jde o poddruh specializovaný na rašeliniště zejména přechodového typu.
Pokud není ovlivněna mezidruhovou hybridizací, je to v dospělosti strom střední výšky (12–20 m), monokormní, vzpřímený, s kuželovitou a kompaktní korunou. Šišky jsou 2,7–5,4 cm dlouhé, kuželovité až vejčité, slabě zygomorfní. Pupek (umbo) má krátký se slabě zahnutým ostnem. Na rozdíl od borovice lesní a jejích kříženců, u kterých je stopka koneletů (jednoletých šištic) ohnutá, mají její konelety přímou stopku.

## Galerie

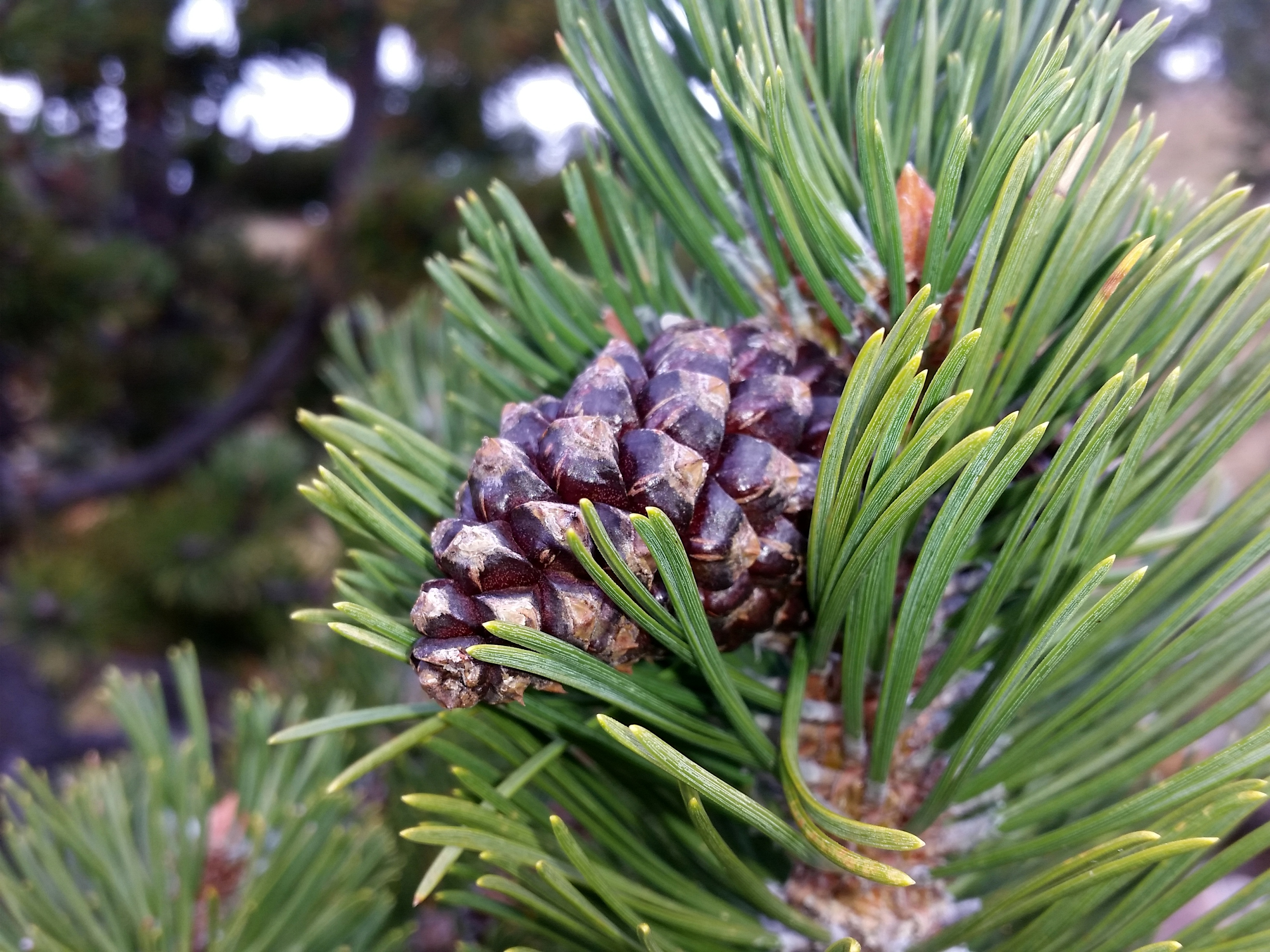
Borovice pyrenejská – větévka se šiškou
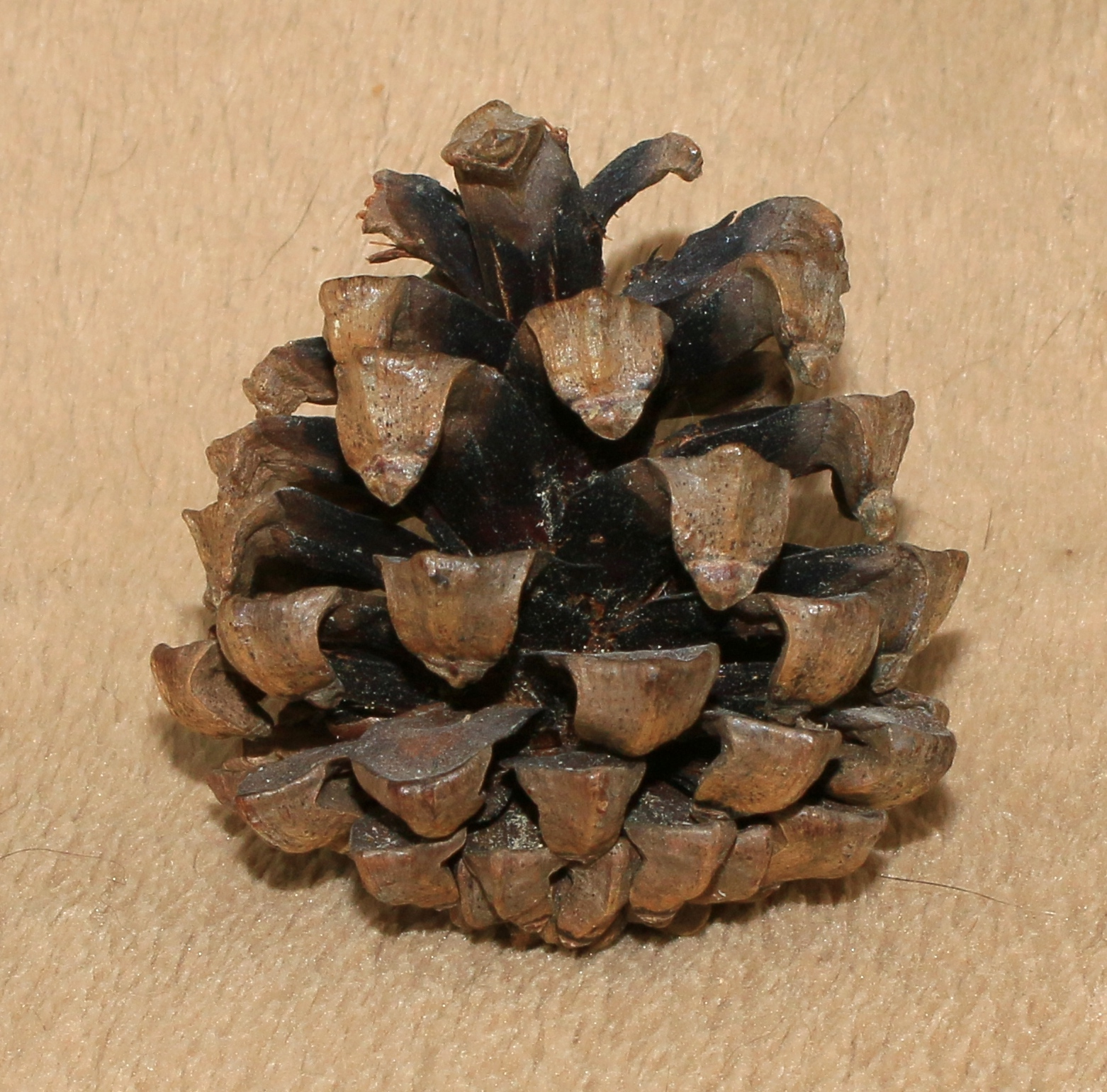
Detail otevřené šišky
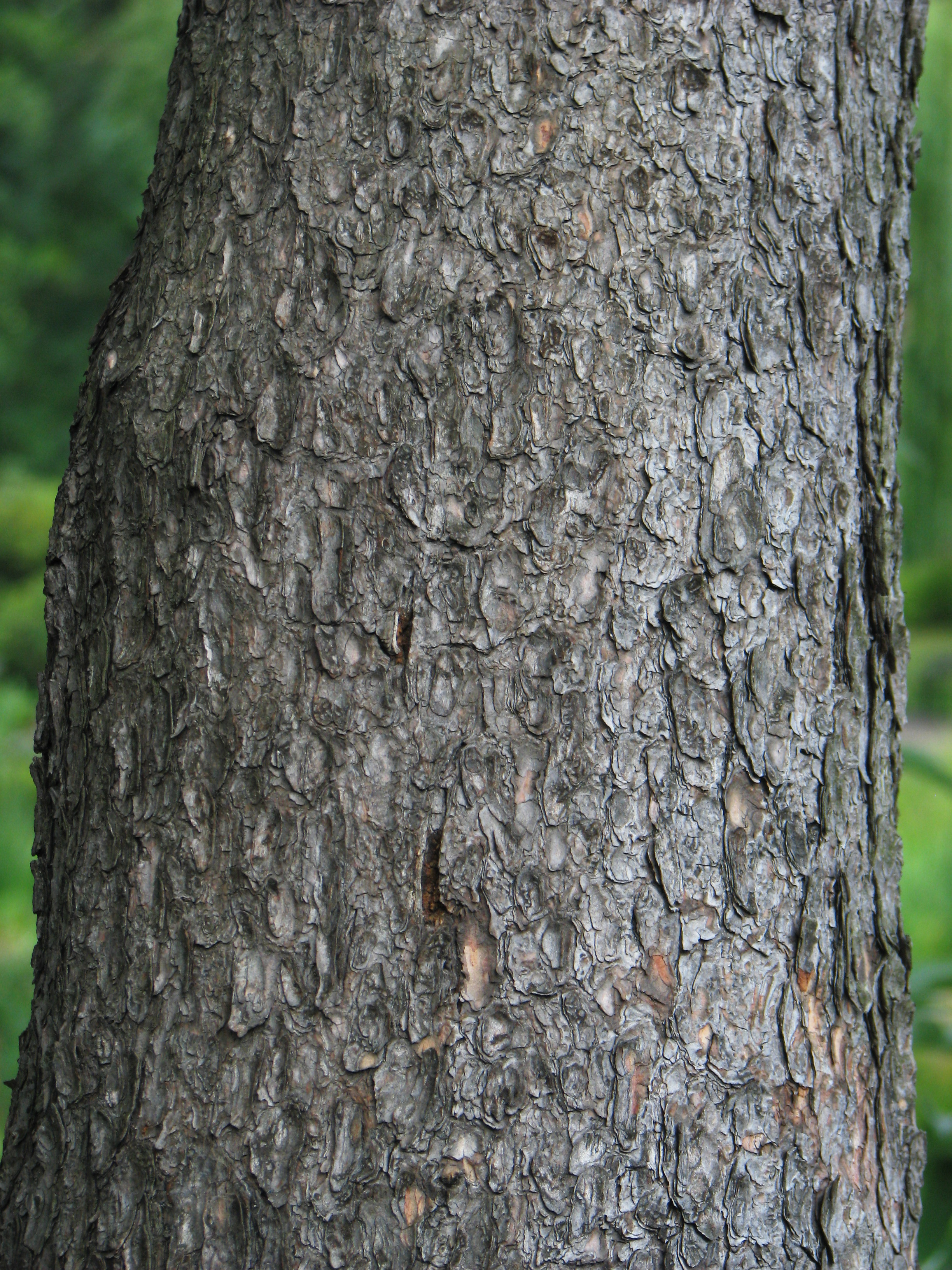
Borka kńa kmeni
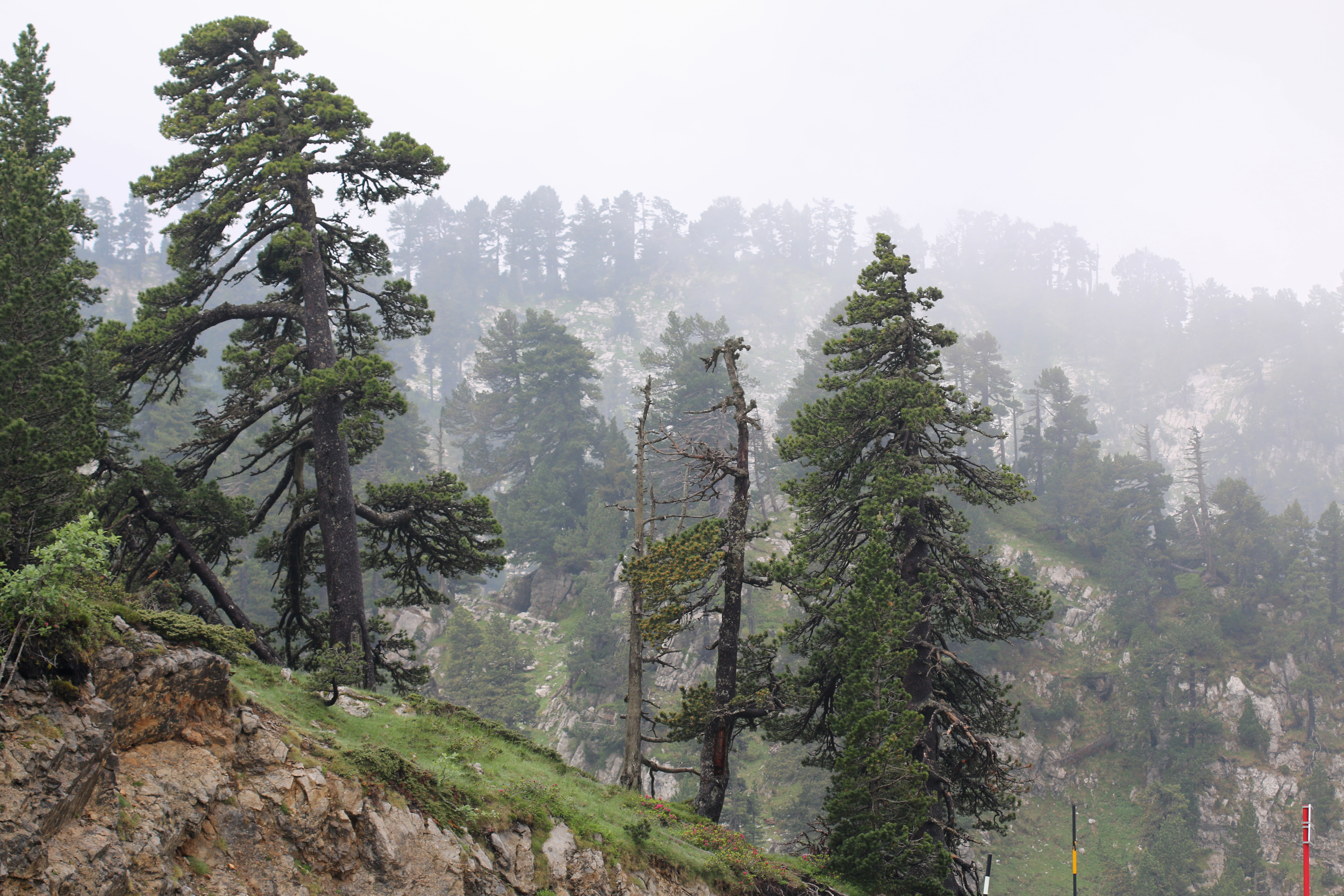
Borovice pyrenejská – vysokohorský porost
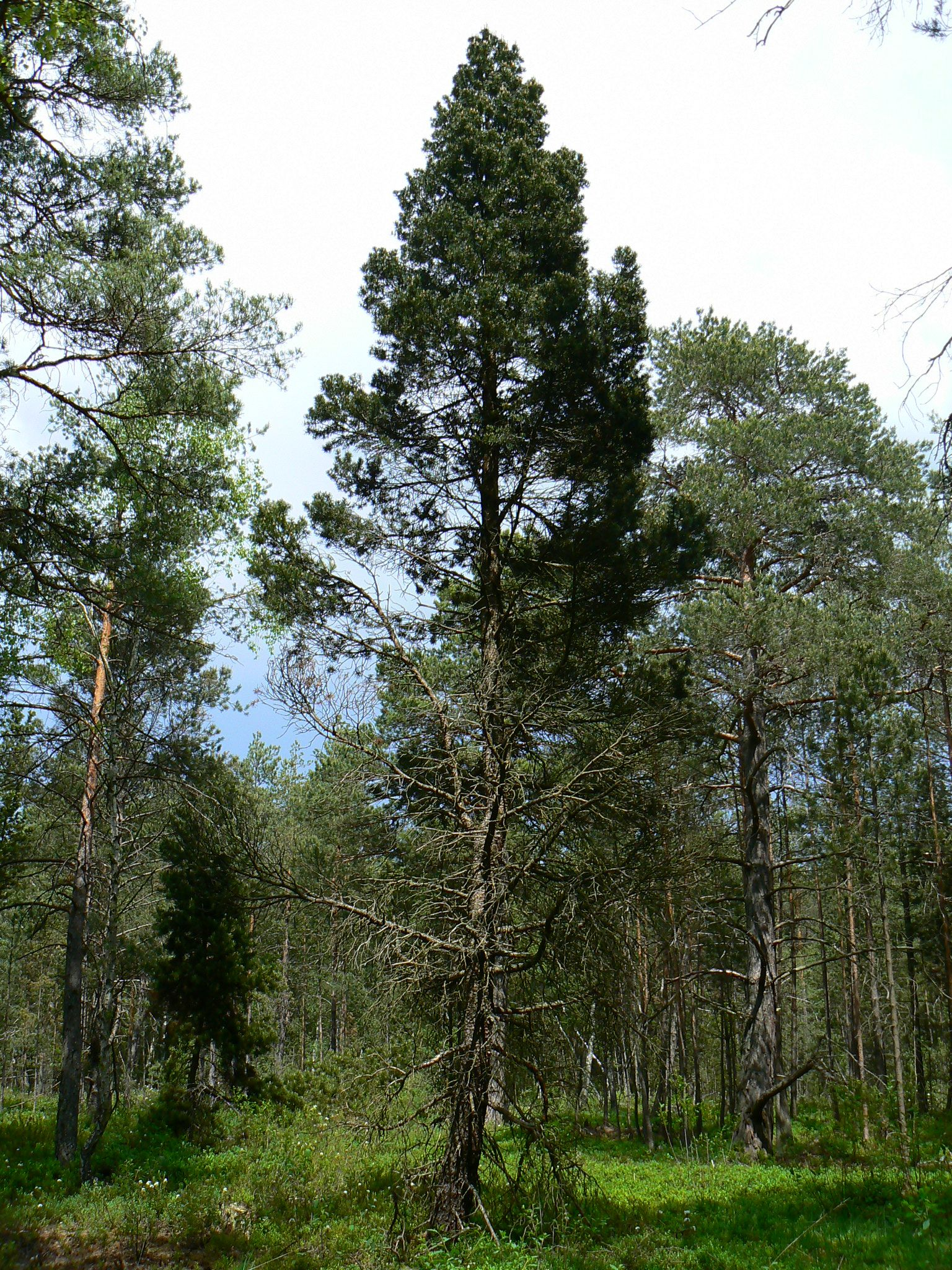
Borovice blatka